# Åsane

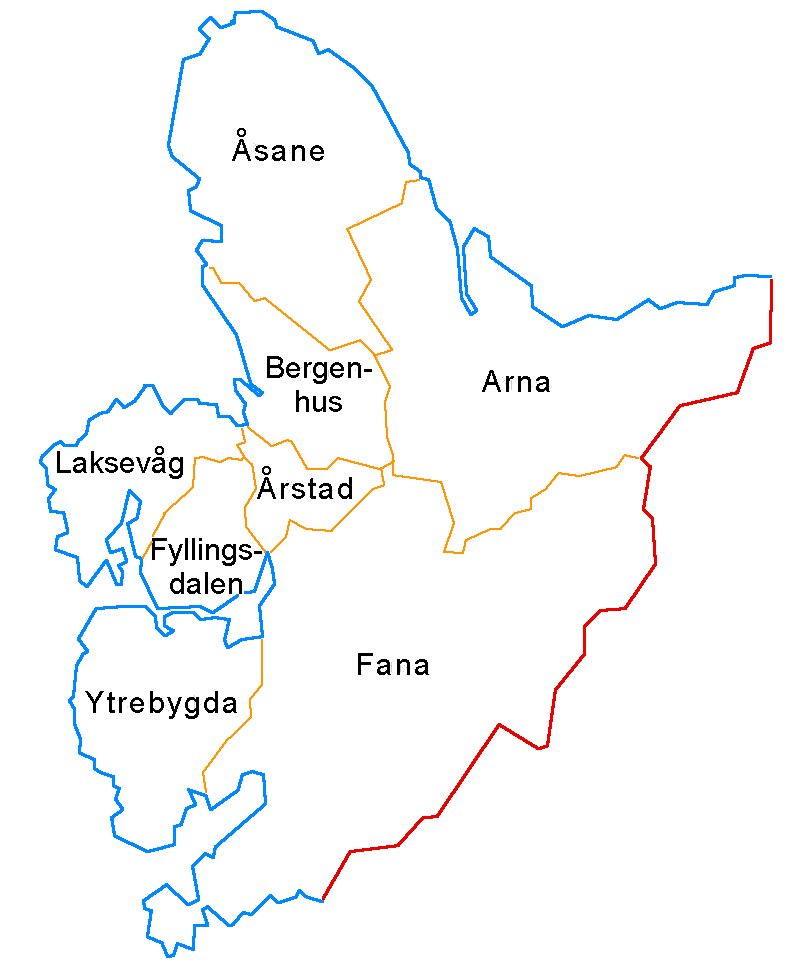
Karta över Bergens stadsdelar.

Åsane är en av åtta stadsdelar i Bergen, Norges näst största stad. Åsane ligger norr om centrala Bergen, och före 1972 var området en självständig kommun, Åsane kommun i dåvarande Hordaland fylke. 
Åsane är Bergens befolkningsmässigt största stadsdel med 38 300 invånare (1 januari 2007). Åsane har en yta på 71,01 km². Åsane växer ständigt och både industrin och detaljhandeln ökade i linje med antalet personer. Europaväg 16 och Europaväg 39 går via Åsane. 	
I Åsane finns det näst största Ikea-lagret i Norge, och det är bara rätt av ett av Bergens största köpcentrum, Åsane Storsenter.